# Лужская ГТ ТЭЦ
Лужская ГТ ТЭЦ — предприятие энергетики (газотурбинная ТЭЦ), расположенное в г. Великий Новгород, входящее в состав АО «ГТ Энерго».
Адрес: город Великий Новгород, Лужское шоссе, 4. Руководитель станции: Львов Михаил Александрович

## История и деятельность
Станция введена в эксплуатацию в 2009 году. ГТ ТЭЦ  является участником энергосистемы Новгородской области. Выдача мощности осуществляется через подключение воздушной линии 110 кВ к подстанции "Новгородская" 330/110/35/10. Станция оснащена системой автоматизированного информационно-измерительного коммерческого учёта электроэнергии (АИИС КУЭ).
Разработкой и реализацией проекта, а также его строительством «под ключ» занималась компания «ГТ ТЭЦ Энерго» Группы предприятий «Энергомаш». Строительство было начато в 2002 году, сдача ГТ ТЭЦ в эксплуатацию планировалась в 2005 году, но проблемы с выделением природного газа повлекли за собой перенос срока сдачи этого объекта.